# Véu da Noiva
Der Wasserfall Véu da Noiva befindet sich im Parque Nacional da Chapada dos Guimarães in der Nähe der Stadt Cuiabá, Chapada dos Guimarães in Brasilien. Er hat eine Fallhöhe von 86 Metern.
In Laufweite befinden sich weitere kleine Wasserfälle, die zum 'Kunstspringen' oder Baden geeignet sind.